# Finningen (Neu-Ulm)
Finningen ist ein Ortsteil und Pfarrdorf der Kreisstadt Neu-Ulm im bayerisch-schwäbischen Landkreis Neu-Ulm. Der Ort hat etwas mehr als 1200 Einwohner.

## Geographie
Der Ort liegt östlich des Stadtzentrums von Neu-Ulm nahe der Bundesautobahn A7. Finningen liegt wie alle anderen Stadtteile Neu-Ulms auf einer Höhenlage von etwa 470–490 m ü. NN. Umliegende Neu-Ulmer Ortsteile sind Schwaighofen, Burlafingen, Steinheim und Reutti. Im Osten grenzt die Gemeinde Holzheim an. Finningen liegt inmitten des großflächigen Landschaftsschutzgebietes „Pfuhler, Finninger und Bauernried“, aus dem lediglich die Ortslagen ausgegrenzt wurden.

## Geschichte
Auf dem Gebiet von Finningen lag der Burgus Finningen, eine spätantike römische Fortifikation. Unter der Kirche St. Mamas wurden Reste eines römischen Wachturms aus dem vierten Jahrhundert gefunden. Erstmals urkundlich erwähnt wurde Finningen im März 1318.
Am 1. Juli 1975 verlor Finningen im Zuge der Gemeindegebietsreform seine politische Selbstständigkeit und wurde nach Neu-Ulm eingemeindet.

## Kirche St. Mammas
Am höchsten Punkt des Ortes befindet sich in exponierter Lage auf dem Kirchberg die ursprünglich bereits im 9. Jahrhundert erbaute, aber im 12. Jahrhundert romanisierte, im 15. Jahrhundert mit einer gebauchten Zwiebelhaube versehene und zu Beginn des 18. Jahrhunderts barockisierte katholische Pfarrkirche St. Mammas. Der Hauptaltar mit zwei Gemälden (hl. Mammas und Marienkrönung) stammt aus den Jahren 1713–1716. Ende des 18. Jahrhunderts wurde die Kirche um ein Joch nach Westen verlängert.

## Baudenkmäler
In der Liste der Baudenkmäler in Neu-Ulm sind für Finningen vier Baudenkmale aufgeführt.

## Kultur
In Finningen befindet sich im Eulesweg ein städtischer Kindergarten.

### Vereine
Der älteste Verein des Ortes ist die im Mai 1876 gegründete Freiwillige Feuerwehr Finningen, die jedoch mit der Eingemeindung im Jahr 1975 in die Freiwillige Feuerwehr der Stadt Neu-Ulm eingegliedert wurde.

### Persönlichkeiten
Eva Treu (* 25. Januar 1993 in Finningen), deutsche Politikerin (CSU), seit 31. Januar 2024 Landrätin des Landkreises Neu-Ulm.

## Verkehr
Durch Finningen führt die Staatsstraße 2031, die den Ort im Westen mit Neu-Ulm und im Osten mit der Nachbargemeinde Holzheim verbindet.
Nach Süden führt eine Straße nach Reutti, im Nordosten eine Straße nach Steinheim. Östlich des Ortes verläuft die Bundesautobahn A7, die von Finningen aus jedoch nicht direkt erreichbar ist.
Über die Buslinien 78 und 737 sowie die Nachtlinie 5a ist Finningen aus den Innenstädten von Neu-Ulm und Ulm aus zu erreichen.